# È finito il bel tempo che fu
È finito il bel tempo che fu è un brano composto da Gino Redi e musicato da Bixio Cherubini nel 1936. 
Il brano si apre con un nostalgico rimando ad un generico "tempo che fu", un'epoca di pace e di prosperità nella quale, di morigeratezza dei costumi (le fanciulle di allor / per celare il pudor / allungavan la gonna), dove imperavano sullo schermo Dina Galli, Clark Gable e Vittorio De Sica e dove vi era una certa spensieratezza.
Quest'idillio viene improvvisamente interrotto dalle angherie di stati stranieri non esplicitati, i quali dapprima provocano e poi puniscono l'Italia (con le sanzioni) per l'impeto coloniale della quale si è fatta protagonista. Con la guerra d'Etiopia, però, le sorti coloniali dell'Italia mutano radicalmente e con la proclamazione dell'impero, l'Italia ha la possibilità di alzare il capo di fronte ai suoi nemici, schieratisi, attraverso le politiche sanzionatorie contro l'Italia, a fianco dell'Etiopia invasa (Sanzionisti, fratelli ai zulù, / è finito il bel tempo che fu).